# Mario Russo (pittore)
Mario Russo (Napoli, 8 agosto 1925 – Roma, 7 marzo 2000) è stato un pittore italiano, padre di Maura e Adriana Russo.

## Biografia
Nasce a Napoli nel quartiere Fuorigrotta, e la sua città natale avrà una forte influenza sulla sua pittura. Nel 1948 si diploma all'Istituto d'Arte di Napoli e negli anni della scuola assume fondamentale importanza il piano formale, infatti da sempre la sua preoccupazione costante è la figura umana al che sarà centro delle sue tele. Nel 1948-1949 insegna disegno architettonico ad Anagni. Nel 1950 si trasferisce a Roma nel quartiere Trastevere e in questi anni inizia la partecipazione a mostre in Italia ed all'estero. Nel 1953 soggiorna a Parigi, nel 1960 è a Londra con una mostra personale. Altra mostra personale a Monaco di Baviera nel 1965: tre anni dopo, nel 1968, tiene 2 mostre a New York ed accetta l'invito ad esporre le sue opere al Royalton College nel Vermont.
Nel 1970 rimane incantato dalla Sardegna e da allora decide di viverci 4 mesi all'anno. Tra il 1973 ed il 1974 effettua vari viaggi in giro per l'Italia, che lo porteranno all'evoluzione di un altro aspetto importante della sua pittura: la Donna. Il Maestro viene conquistato dal senso della bellezza, che è la caratteristica di un corpo femminile pervaso di sensualità. Nel 1977, durante un soggiorno in Canada, ricava nuove idee sul rapporto uomo-macchina, da sempre insito nei suoi quadri. Nel 1979 viene invitato dall'Istituto Italiano di Cultura di Toronto ad esporre le sue opere alla Sudbury University.
Nel 1981 a Firenze rimane colpito dai bronzi di Riace: da qui nasce una serie di quadri sulle sculture elleniche. Nel 1985 si dedica agli studi ed alla realizzazione di grandi opere ispirate al mondo del cinema ed ai personaggi Felliniani: lo stesso regista, e con lui l'atmosfera dei suoi capolavori, entra nelle sue tele ed è lusingato da tale evento. Nel 1986 esegue una serie di disegni sul mondo della scultura Greca e Romana del museo di Napoli: l'anno successivo è presente a Washington con una mostra dedicata a Federico Fellini. Nel 1989, a Porto Cervo, espone una serie di quadri dedicati all'amata Sardegna. Nel 1991 esegue una serie di tele sulla guerra del Golfo ed il dramma dei Curdi: sempre nello stesso anno è allo studio di una composizione formata da un gruppo di figure in un giardino.
È un segno positivo dell'evoluzione del suo linguaggio creativo che vuole essere la concretizzazione di una visione del mondo floreale rapportato con elementi dell'arte classica. Nel 1992 tiene una mostra antologica al Museo di Roma: 150 opere del periodo 1942-1992. Nel 1994 a Messina espone per una mostra intitolata "Ritratto di donna". Nel 1995 viene invitato alla biennale d'arte dell'umorismo a Tolentino per una mostra personale. Nel 1997, a New York, su invito dell'Alitalia ha una mostra personale al J.F.Kennedy Airport. Nel 1998 al Palazzo Ducale di Mantova ha luogo una sua mostra denominata "Omaggio a Fellini": nel 1999 a Roma, alla Galleria Ca D'Oro, espone una mostra personale dal titolo "Donne". Mario Russo muore a Roma il 7 marzo 2000.

## Riconoscimenti postumi
La mostra "La pittura e l'emblema", ospitata al Vittoriano di Roma dall'1 al 25 febbraio 2011 in occasione dell'undicesimo anniversario della sua morte, ripercorre il suo intero percorso umano ed artistico attraverso un centinaio di olii realizzati dagli anni Cinquanta fino alla fine degli anni Novanta. A novembre 2015, a 15 anni dalla sua scomparsa, un'importante mostra a Palazzo Rospigliosi (a Zagarolo) gli rende tributo. Dal 3 al 12 maggio 2016, presso la Villa Comunale di Frosinone, si è svolta una mostra antologica del Maestro, intitolata "L'Arte di Mario Russo".
| Controllo di autorità | VIAF (EN) 24702350 · ISNI (EN) 0000 0000 7821 056X · SBN LO1V168807 · ULAN (EN) 500087491 · LCCN (EN) nr2001045301 · GND (DE) 124058477 · J9U (EN, HE) 987007429876405171 |